# Lucio Plocio Galo

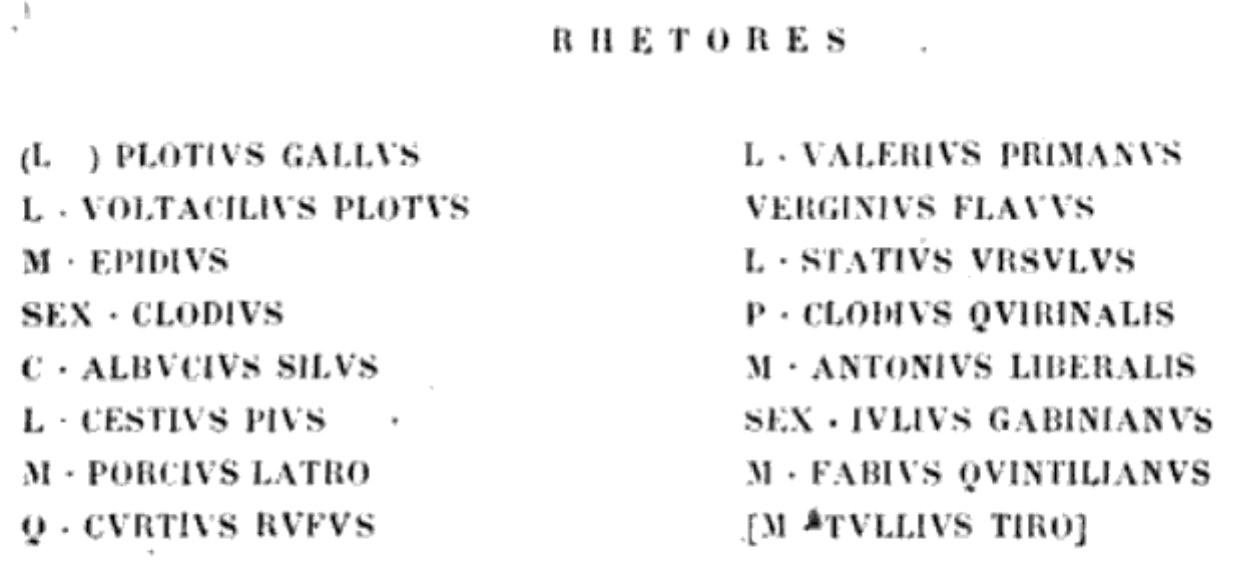
Impreso en August Reifferscheid, editor: C. Suetoni Tranquilli praeter Caesarum libros reliquiae, Los fragmentos de Cayo Suetonio Tranquilo sin los libros sobre los Césares, editorial Teubner, Leipzig 1860, página 99.

Lucio Plocio Galo  fue un rétor latino, el primero que abrió una escuela de retórica o elocuencia en lengua latina y no griega en Roma.
Tal vez de origen gálico, como señala su cognomen, era esclavo emancipado y cliente de Cayo Mario. Por Suetonio sabemos que en torno al 94 a. C. abrió la primera escuela de retórica, en la cual recibió Cicerón sus primeras clases. El éxito de su empresa causó una incomodidad tal que fue clausurada por un senado-consulto de los censores Cneo Domicio Enobarbo y Lucio Licinio Craso el año 92 a. C., aduciendo que era una innovación que iba en contra de las tradiciones y las costumbres de los antepasados, ya que la instrucción primaria desde los siete años era confiada a un maestro  litterator mal retribuido casi siempre y poco conceptuado en la jerarquía social, y se temían los estragos que podían provocar en la moral, en las costumbres y en el acceso al poder político los argumentos falaces y capciosos de los sofistas griegos. Se le debe un tratado sobre la parte retórica del discurso llamada actio: Sobre el gesto.